# Wolfram F. Richter

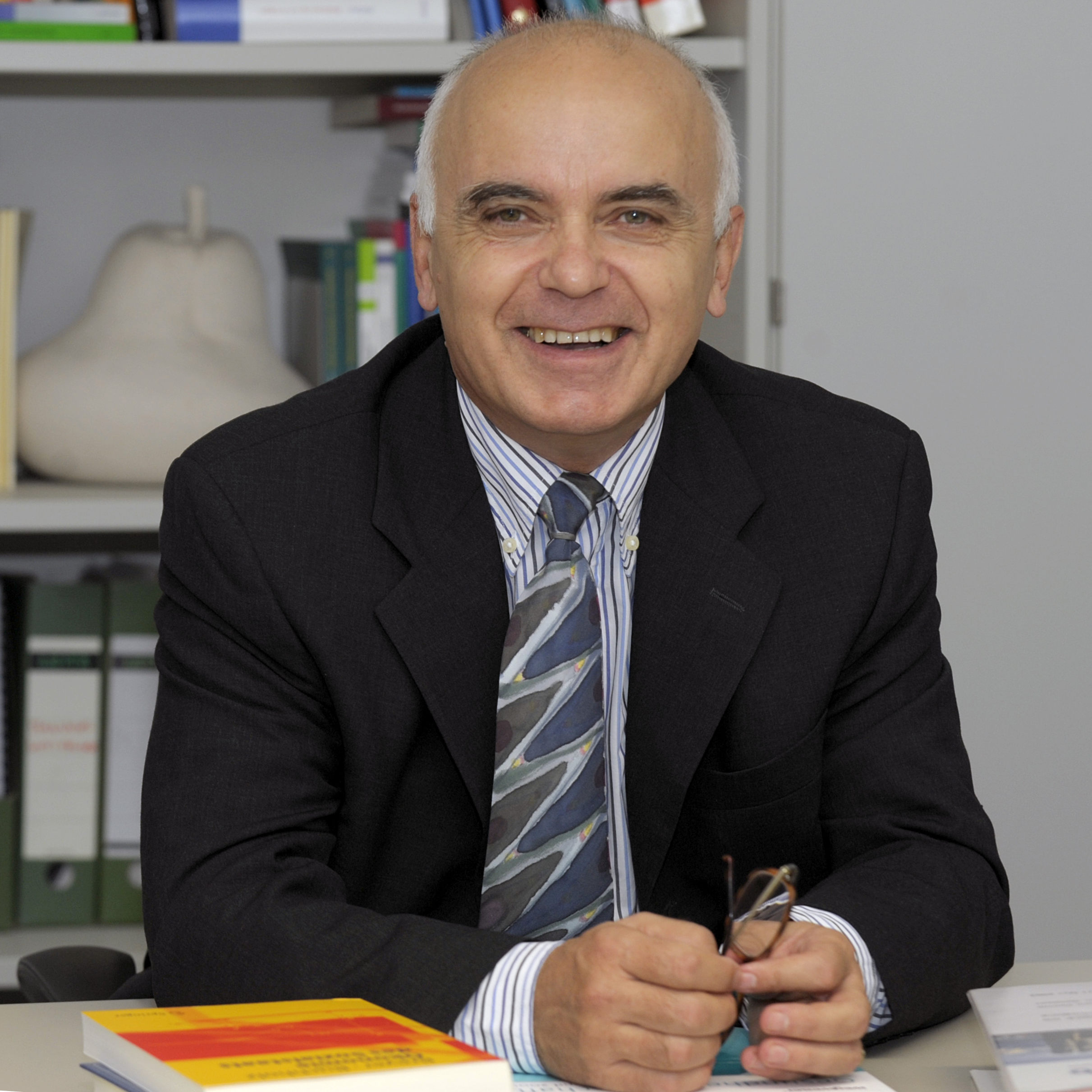
Wolfram F. Richter, 2010

Wolfram F. Richter (* 4. Dezember 1948 in Mülheim an der Mosel) ist ein deutscher Volkswirt. Er war ab 1981 Professor für Volkswirtschaftslehre, insbesondere öffentliche Finanzen, an der Technischen Universität Dortmund. Seit 2016 ist er emeritiert.

## Leben
Richter studierte Mathematik an der Universität Karlsruhe. Nach einem Studienaufenthalt an der London School of Economics and Political Science promovierte und habilitierte er sich in Volkswirtschaftslehre an der Universität Karlsruhe. Seine akademischen Lehrer waren der Zahlentheoretiker Heinrich Wolfgang Leopoldt und der Spieltheoretiker Joachim Rosenmüller.
Seit 1981 war Richter Professor für Volkswirtschaftslehre und Inhaber der Lehrstuhls Öffentliche Finanzen an der Technischen Universität Dortmund. Seit 2004 lehrte er auch an der Ruhr Graduate School in Economics und seit 2001 an der Universität Hamburg im Studiengang Master of International Taxation.
Richter ist Mitglied im Wissenschaftlichen Beirat beim Bundesministerium der Finanzen, Research Fellow von CESifo, München sowie des Bonner Instituts für Zukunft der Arbeit (IZA). Von 2006 bis 2008 war er an der Technischen Universität Dortmund Prorektor für Planung, Struktur- und Personalentwicklung. Von 2005 bis 2013 war er Mitglied im Senatsausschuss Evaluierung der Leibniz-Gemeinschaft, in den Jahren 1994–1998 und 2003–2007 Mitglied im Erweiterten Vorstand des Vereins für Socialpolitik, 1993–1997 Member of Council der European Economic Association sowie 2001–2006 Member of Board of Management im International Institute of Public Finance. Von 2010 bis 2014 war er stellvertretender Vorsitzender des Plenums der Ökonomen.
Richter war Mitherausgeber der Fachzeitschriften Finanzarchiv/Public Finance Analysis (1996–2005) sowie Regional Science & Urban Economics (1997–2004).
Zu seinen Habilitanden zählen Kerstin Schneider und Joachim Weimann.

## Familie
Richters familiäre Herkunft ist das Weingut Max Ferd. Richter an der Mittelmosel. Verheiratet ist er mit der Künstlerin Germaine Richter; sie haben zwei Kinder.

## Ehrungen und Auszeichnungen
Richter ist seit 2004 Fellow of the European Economic Association. 2012 zeichnete die Technische Universität Dortmund ihn für sein Engagement in der Lehre mit dem Lehrpreis aus. Auf der Jahrestagung 2013 des Vereins für Socialpolitik hielt er die Johann-Heinrich-von-Thünen-Vorlesung zum Thema Bildung: Optimale Wahl und effiziente Förderung. In Anerkennung seiner herausragenden wissenschaftlichen Arbeiten auf dem Gebiet der Finanzwissenschaft und in der ökonomischen Politikberatung verlieh ihm die Fakultät für Wirtschaftswissenschaft der Otto-von-Guericke-Universität Magdeburg 2014 die Ehrendoktorwürde (Dr. rer. pol. h. c.).

## Wissenschaftliche Arbeit
Richters Hauptarbeitsgebiet sind Steuern und Abgaben, über die er nicht nur theoretische Beiträge international publiziert hat, und zwar in Zeitschriften wie Journal of Public Economics, European Economic Review, International Tax and Public Finance. Er hat auch immer wieder zu konkreten steuerpolitischen Themen Stellung bezogen. So ist er eingetreten für die Abschaffung der Entfernungspauschale, für die Erhebung von Studiengebühren oder für eine Revitalisierung der Grundsteuer.
Einer breiteren Öffentlichkeit wurde Richter bekannt als geistiger Vater des Gesundheitsfonds. Mit der Einrichtung des Gesundheitsfonds sollte nach Richters Vorstellung der verzerrende Wettbewerb der Krankenkassen um Mitglieder mit lohnabhängigen Beitragssätzen durch einen nicht verzerrenden Wettbewerb mit Zusatzbeiträgen in absoluten Eurogrößen abgelöst werden.